# Христианство на Багамских Островах
Христианство на Багамских Островах — самая распространённая религия в стране.
По данным исследовательского центра Pew Research Center в 2010 году на Багамских Островах проживало 330 тыс. христиан, которые составляли 96,3 % населения этой страны. Энциклопедия «Религии мира» Дж. Г. Мелтона оценивает долю христиан в 2010 году в 91,8 % (315 тыс.).
Крупнейшим направлением христианства в стране является протестантизм. В 2000 году на Багамских островах действовало 872 христианские церкви и места богослужения, которые принадлежали 42 различным христианским деноминациям.
Помимо багамцев, христианами являются большинство живущих в стране гаитян, американцев, ямайцев, англичан, греков и китайцев.
Большинство багамских христиан объединены в Багамский христианский совет, основанный в 1948 году. Совет является экуменической организацией, объединяющей протестантов, католиков и православных. По состоянию на 2015 год лишь одна багамская церковь (англиканская Церковь провинции Вест-Индия) входит во Всемирный совет церквей  .